# Revue d'initiative citoyenne
La revue d'initiative citoyenne, appelée Citizens’ Initiative Review (CIR) en anglais, est un processus qui rassemble un panel de citoyens représentatifs, à l'occasion d'un vote ou d'un référendum, afin de produire un document de synthèse, objectif et documenté, destiné à aider les électeurs à prendre leur décision de façon objective. Ce mécanisme est mis en oeuvre aux États-Unis dans l’État de l'Oregon.

## Processus
Un groupe d'une vingtaine de citoyens est sélectionné par tirage au sort sur la base d'un échantillonnage stratifié afin d'être représentatif sur le plan démographique, en prenant en compte l'affinité politique, l'âge, le sexe, l'appartenance ou l'origine ethnique, le niveau d'étude et la localisation géographique de ses membres. Des critères spécifiques au sujet traité peuvent également être pris en compte.
Le groupe de citoyens se réunit pendant plusieurs jours (généralement moins d'une semaine) pour étudier chaque décision mise au vote. Les participants sont défrayés pour le temps et les frais engagés pour prendre part aux sessions de travail.
Les débats sont supervisés par un modérateur qualifié. Les membres du groupe étudient le sujet au travers différents documents, témoignages et points de vue rédigés ou présentés par des experts indépendants, des universitaires, des représentants de partis politiques, d'associations ou de toute autre partie prenante.
Ils rédigent une « déclaration citoyenne » qui résume, en une seule page, les conclusions majeures concernant la mesure et qui met en exergue les arguments les plus pertinents pour ou contre son adoption. Le nombre de membres du groupe qui recommande de voter pour ou contre est indiqué dans la déclaration.
La déclaration est communiquée aux électeurs, elle peut être jointe aux bulletins de vote.

## Objectifs
La revue d'initiative citoyenne vise à renforcer l'impact de l'expression citoyenne dans les élections et les décisions gouvernementales et de permettre une certaine forme de démocratie participative. Il permet de combler un manque d'information claire, concise et objective quand l'essentiel de la communication est issu de médias de propagande partisane. Il évite également aux électeurs consciencieux d'avoir à faire des recherches approfondies sur des sujets difficiles en faisant, pour eux, ce travail d'analyse et de synthèse. La communication du rapport de la CIR aux électeurs se révèle une aide déterminante sur leur motivation à voter et sur la décision qu'ils prennent.

## Fonctionnement
Plusieurs recherches universitaires ont montré que les délibérations, l’analyse et les données fournies par le CIR sont généralement de grande qualité. Elles indiquent aussi que quand les informations disponibles au départ sont insuffisantes ou manquent de pertinence, les membres du CIR sont en mesure d'entendre des témoins, des avocats, de demander des documents supplémentaires ou de se faire assister d’experts. Ils peuvent ainsi réunir tous les éléments fiables, indispensables à une bonne compréhension et accessibles à tous afin de les intégrer à leur déclaration.
Une étude montre par ailleurs qu'environ deux tiers des électeurs prennent connaissance des conclusions du CIR et que le fait de lire ces Déclarations améliore sensiblement leur connaissance des questions mises au vote, quels que soient leurs partis pris de départ,.
L'État de l'Oregon a été le premier a mettre en place des revues d'initiative citoyenne en 2010, mais d'autres projets ont été menés dans le Colorado, l'Arizona, le Massachusetts, la ville de Sion et en Finlande.

## Voir également
- Assemblée citoyenne
- Démocratie délibérative
- La démocratie directe
- Tirage au sort